# Linia kolejowa Žďár nad Sázavou – Tišnov
Linia kolejowa Žďár nad Sázavou – Tišnov (Linia kolejowa nr 251 (Czechy)) – jednotorowa, niezelektryfikowana linia kolejowa o znaczeniu regionalnym w Czechach. Łączy Žďár nad Sázavou z Tišnovem. Przebiega przez terytorium dwóch krajów Wysoczyna i południowomorawskiego.